# Division de Limbang
La Division de Limbang (en malais, Bahagian Limbang) est une division administrative de l'État de Sarawak en Malaisie. Avec une superficie de 7 788,5 km2, elle est la quatrième plus grande division du Sarawak. 
Les 81 152 habitants de la Division sont principalement des Malais, des Chinois, des Bidayuh, des Melanau, des Iban et des Bumiputera.

## Districts
La Division de Kapit est elle-même divisée en deux districts suivants :
| Nom                 | Surface   | Capitale |
| ------------------- | --------- | -------- |
| District de Lawas   | 3 812 km2 | Lawas    |
| District de Limbang | 3 978 km2 | Limbang  |

## Membres du parlement
| Parlement    | Membre           | Parti     |
| ------------ | ---------------- | --------- |
| P221 Limbang | Hasbi Habibollah | GPS (PBB) |
| P222 Lawas   | Henry Sum Agong  | GPS (PBB) |

### Liens connexes
- Division de Malaisie orientale